# Copps Great Lakes Classic
De Copps Great Lakes Classic was een golftoernooi in de Verenigde Staten, dat deel uitmaakte van de Legends Tour. Het toernooi vond telkens plaats op de Green Bay Country Club in Green Bay, Wisconsin. Het toernooi werd in 2000 opgericht als de Shopko Great Lakes Classic.

## Winnaressen
| Jaar                       | Winnares                   | Score                      | Score                      | Info                              |
| Shopko Great Lakes Classic | Shopko Great Lakes Classic | Shopko Great Lakes Classic | Shopko Great Lakes Classic | Shopko Great Lakes Classic        |
| -------------------------- | -------------------------- | -------------------------- | -------------------------- | --------------------------------- |
| 2000                       | Vicki Fergon               | 206                        | –10                        | [ 1 ] [ 2 ]                       |
| 2001                       | Hollis Stacy po            | 207                        | –9                         | Won de play-off van Patty Sheehan |
| Copps Great Lakes Classic  |                            |                            |                            |                                   |
| 2002                       | Patty Sheehan              | 208                        | –8                         | [ 4 ]                             |

| Toernooirecord |  | po = winnares na play-off |